# Liste der Gemeinden im Landkreis Helmstedt

Karte des Landkreises Helmstedt

Die Liste der Gemeinden im Landkreis Helmstedt gibt einen Überblick über die 23 kleinsten Verwaltungseinheiten des Landkreises Helmstedt. Die Kreisstadt ist Helmstedt.

## Beschreibung
Der Landkreis hat eine Gesamtfläche von 674,02 km2. Die größte Fläche innerhalb des Landkreises hat die Stadt Königslutter am Elm mit 130,62 km2 als Einzelgemeinde und die Samtgemeinde Velpke mit 120,43 km2 als Gemeindeverband. Drei Gemeinden des Landkreises haben eine Fläche, die größer ist als 50 km2. Die flächenmäßig kleinste Gemeinde ist Querenhorst mit 4,68 km2.
Den größten Anteil an der Bevölkerung des Landkreises von 90.692 Einwohnern hat die Kreisstadt Helmstedt mit 25.284 Einwohnern. Zwei weitere Städte und eine Gemeinde haben über 10.000 Einwohner. Die zwei von der Einwohnerzahl her kleinsten Gemeinden sind Beierstedt mit 357 Einwohnern und Querenhorst mit 497 Einwohnern.
Der gesamte Landkreis Helmstadt hat eine Bevölkerungsdichte von 135 Einwohnern pro km2. Die größte Bevölkerungsdichte innerhalb des Kreises hat die Kreisstadt Helmstedt mit 380 Einwohnern pro km2. Die am dünnsten besiedelte Gemeinde ist Rennau mit 32 Einwohnern pro km2.

## Legende
- Gemeinde: Name der Gemeinde beziehungsweise Stadt
- Wappen: Wappen der Gemeinde beziehungsweise Stadt
- Karte: Zeigt die Lage der Gemeinde beziehungsweise Stadt im Landkreis
- Fläche: Fläche der Stadt beziehungsweise Gemeinde, angegeben in Quadratkilometer
- Einwohner: Zahl der Menschen die in der Gemeinde beziehungsweise Stadt leben (Stand: 31. Dezember 2023[1])
- EW-Dichte: Angegeben ist die Einwohnerdichte, gerechnet auf die Fläche der Verwaltungseinheit, angegeben in Einwohner pro km2 (Stand: 31. Dezember 2023[2])
- Höhe: Höhe der namensgebenden Ortschaft beziehungsweise Stadt in Meter über Normalnull
- Bild: Bild aus der jeweiligen Gemeinde beziehungsweise Stadt

## Gemeinden
| Gemeinde                    | Wappen                               | Karte                                                     | Fläche | Einwohner | EW- Dichte | Höhe | Bild                                                                     |
| --------------------------- | ------------------------------------ | --------------------------------------------------------- | ------ | --------- | ---------- | ---- | ------------------------------------------------------------------------ |
| Landkreis Helmstedt         | Wappen des Landkreises Helmstedt     | Lage des Landkreises Helmstedt in Niedersachsen           | 674,02 | 90,692    | 135        |      | Lübbensteine bei Helmstedt                                               |
| Helmstedt (Stadt)           | Wappen der Stadt Helmstedt           | Lage der Stadt Helmstedt im gleichnamigen Landkreis       | 66,54  | 25,284    | 380        | 123  | Hausmannsturm (Helmstedt)                                                |
| Königslutter am Elm (Stadt) | Wappen der Stadt Königslutter am Elm | Lage der Stadt Königslutter am Elm im Landkreis Helmstedt | 130,62 | 15,408    | 118        | 150  | Kaiserdom (Königslutter)                                                 |
| Lehre                       | Wappen der Gemeinde Lehre            | Lage der Gemeinde Lehre im Landkreis Helmstedt            | 71,67  | 11,958    | 167        | 84   | Fünfflügel-Holländermühle Wendhausen                                     |
| Schöningen (Stadt)          | Wappen der Stadt Schöningen          | Lage der Stadt Schöningen im Landkreis Helmstedt          | 35,36  | 11,205    | 317        | 126  | Katholische Kirche                                                       |
| Samtgemeinde Grasleben      | Wappen der Samtgemeinde Grasleben    | Lage der Samtgemeinde Grasleben im Landkreis Helmstedt    | 45,21  | 4.528     | 100        | 130  |                                                                          |
| Grasleben                   | Wappen der Gemeinde Grasleben        | Lage der Gemeinde Grasleben im Landkreis Helmstedt        | 11,27  | 2.353     | 209        | 99   | Evangelische Kirche St. Maria                                            |
| Mariental                   | Wappen der Gemeinde Mariental        | Lage der Gemeinde Mariental im Landkreis Helmstedt        | 6,53   | 946       | 145        | 130  | Kloster Mariental                                                        |
| Querenhorst                 | Wappen der Gemeinde Querenhorst      | Lage der Gemeinde Querenhorst im Landkreis Helmstedt      | 4,78   | 497       | 104        | 112  |                                                                          |
| Rennau                      | Wappen der Gemeinde Rennau           | Lage der Gemeinde Rennau im Landkreis Helmstedt           | 22,63  | 732       | 32         | 114  | Kapelle St. Stephan im Ortsteil Rennau                                   |
| Samtgemeinde Heeseberg      | Wappen der Samtgemeinde Heeseberg    | Lage der Samtgemeinde Heeseberg im Landkreis Helmstedt    | 81,6   | 3.505     | 43         | 114  |                                                                          |
| Beierstedt                  | Wappen der Gemeinde Beierstedt       | Lage der Gemeinde Beierstedt im Landkreis Helmstedt       | 9,59   | 357       | 37         | 94   | Beierstedt                                                               |
| Gevensleben                 | Wappen der Gemeinde Gevensleben      | Lage der Gemeinde Gevensleben im Landkreis Helmstedt      | 15,14  | 615       | 41         | 88   |                                                                          |
| Jerxheim                    | Wappen der Gemeinde Jerxheim         | Lage der Gemeinde Jerxheim im Landkreis Helmstedt         | 17,47  | 1.061     | 61         | 114  | Katholische Kirche Jerxheim                                              |
| Söllingen                   | Wappen der Gemeinde Söllingen        | Lage der Gemeinde Söllingen im Landkreis Helmstedt        | 39,41  | 1.472     | 37         | 94   |                                                                          |
| Samtgemeinde Nord-Elm       | Wappen der Samtgemeinde Nord-Elm     | Lage der Samtgemeinde Nord-Elm im Landkreis Helmstedt     | 63,32  | 5.692     | 90         | 143  |                                                                          |
| Frellstedt                  | Wappen der Gemeinde Frellstedt       | Lage der Gemeinde Frellstedt im Landkreis Helmstedt       | 6,13   | 829       | 135        | 120  | St.-Vitus-Kirche Frellstedt                                              |
| Räbke                       | Wappen der Gemeinde Räbke            | Lage der Gemeinde Räbke im Landkreis Helmstedt            | 11,35  | 795       | 70         | 134  | Wassermühle Liesebach                                                    |
| Süpplingen                  | Wappen der Gemeinde Süpplingen       | Lage der Gemeinde Süpplingen im Landkreis Helmstedt       | 10,35  | 1.706     | 165        | 108  | Kirche St. Lambertus in Süpplingen                                       |
| Süpplingenburg              | Wappen der Gemeinde Süpplingenburg   | Lage der Gemeinde Süpplingenburg im Landkreis Helmstedt   | 14,3   | 648       | 45         | 114  | St.-Johannis-Kirche auf dem früheren Burggelände der Burg Süpplingenburg |
| Warberg                     | Wappen der Gemeinde Warberg          | Lage der Gemeinde Warberg im Landkreis Helmstedt          | 8,01   | 811       | 101        | 143  | Innenhof von Burg Warberg                                                |
| Wolsdorf                    | Wappen der Gemeinde Wolsdorf         | Lage der Gemeinde Wolsdorf im Landkreis Helmstedt         | 13,17  | 903       | 69         | 134  | St.-Johannes-Kirche                                                      |
| Samtgemeinde Velpke         | Wappen der Samtgemeinde Velpke       | Lage der Samtgemeinde Velpke im Landkreis Helmstedt       | 120,43 | 13,112    | 109        | 103  |                                                                          |
| Bahrdorf                    | Wappen der Gemeinde Bahrdorf         | Lage der Gemeinde Bahrdorf im Landkreis Helmstedt         | 40,6   | 1.745     | 43         | 77   | Kirche in Bahrdorf                                                       |
| Danndorf                    | Wappen der Gemeinde Danndorf         | Lage der Gemeinde Danndorf im Landkreis Helmstedt         | 14,04  | 2.529     | 180        | 58   | Kreuzkirche                                                              |
| Grafhorst                   | Wappen der Gemeinde Grafhorst        | Lage der Gemeinde Grafhorst im Landkreis Helmstedt        | 9,65   | 1.122     | 116        | 58   | Elisabethkirche                                                          |
| Groß Twülpstedt             | Wappen der Gemeinde Groß Twülpstedt  | Lage der Gemeinde Groß Twülpstedt im Landkreis Helmstedt  | 36,43  | 2.817     | 77         | 103  | St.-Maria-St.-Cyriakus-Kirche                                            |
| Velpke                      | Wappen der Gemeinde Velpke           | Lage der Gemeinde Velpke im Landkreis Helmstedt           | 19,71  | 4.899     | 249        | 77   | St.-Marien-Kirche in Velpke                                              |

## Ehemalige Gemeinden
Siehe: Ehemalige Gemeinden des Landkreises Helmstedt